# Šime Đodan
Šime Đodan (Rodaljce (parte de Benkovac), 27 de diciembre de 1927 – Dubrovnik, 2 de octubre de 2007) fue un político croata, Miembro del Parlamento durante dos mandatos, que también se desempeñó brevemente como tercer Ministro de Defensa de Croacia en 1991.

## Biografía
Đodan graduó en la Facultad de Derecho de la Universidad de Zagreb en 1960. En 1965, Đodan obtuvo el doctorado en Económicas en la misma universidad. fue miembro de la presidencia y la secretaría de economía de Matica hrvatska desde 1967 hasta 1971. Fue sentenciado por seis años en una prisión yugoslava por su colaboración durante la Primavera croata.
Entró como político al ser elegido como diputado al Parlamento en dos mandatos. Su primer mandato fue de 1990 a 1992 y el segundo, de 1992 a 1995. En 1991, ocupó por unos días, el cargo de Ministro de Defensa de Croacia] del 2 al 17 de julio de 1991. Posteriormente, fue presidente del Matica hrvatska de 1991 a 1992  y como miembro de la presidencia del HDZ. Su vida política estuvo marcada por una retórica controvertida, la más infame de las cuales fue su observación en Sinj en agosto de 1991 sobre que los serbios tenían "cerebros más pequeños" y "cabezas puntiagudas".
A partir de 1991, se convirtió en profesor de la Facultad de Derecho en Zagreb en 1991. Đodan publicó varios libros sobre economía. Los temas incluyeron la situación económica de Croacia, la producción de bienes y servicios, y el desarrollo económico.